# Севрський мирний договір
Се́врський м́ирний до́говір (фр. Traité de Sèvres, тур. Sevr Antlaşması) — мирна угода, підписана 10 серпня 1920 р. у Севрі (поблизу Парижа) султанським урядом Османської імперії і союзними державами — переможницями в Першій світовій війні (Британією, Францією, Королівством Італія, Японською імперією, Бельгією, Грецьким королівством, Польською республікою, Португальською республікою, Румунським королівством, Королівством сербів, хорватів і словенців, Королівством Хіджаз, Чехословацькою республікою та Демократичною Республікою Вірменія).
Севрський мирний договір був складовою частиною Версальсько-Вашингтонської системи. Мав на меті не тільки відторгнення від Османської імперії арабських районів, але й розчленовування власне турецької території, придушення кемалістської революції, створення плацдарму для «імперіалістичної» інтервенції у Радянську Росію. В основу договору були покладені умови угоди Сайкса-Піко і рішення конференції держав у Сан-Ремо в квітні 1920 р.

## Основні положення
До часу підписання договору більша частина Османської імперії була окупована військами великих держав. Згідно з угодою, Палестина та Ірак передавалися Великій Британії, Османська Сирія і Ліван — Французькій республіці як підмандатні території. Османська імперія відмовлялася від усяких зазіхань на Аравійський півострів і країни Північної Африки, визнавала британський протекторат над Єгиптом, британську анексію Кіпру, передавала Королівству Італія Додеканесські острови. Східна Фракія та Едірне (Адріанополь), Галліпольський півострів передавалися Грецькому королівству. Зона проток підлягала повному роззброєнню і поступала під контроль створеної Антантою міжнародній Комісії проток.
Таким чином договір позбавляв Османську імперію виходу до Середземного моря. Визначення кордону між Османською імперією і Демократичною Республікою Вірменія надавалося третейському рішенню президента США, які розраховували отримати мандат на Вірменію. Від Османської імперії відділяється Курдистан, межі якого повинні були бути визначені британо-франко-італійською комісією.

## Наслідки
Севрський мирний договір відновлював режим капітуляції, фактично надавав державам Антанти право втручатися у внутрішні справи Османської імперії, обмежував османські збройні сили 50 тис. солдат і офіцерів, у тому числі 35 тис. жандармерії.
Його підписання викликало величезне обурення османського народу. Уряд Великого національного зібрання Туреччини (створений в квітні 1920 р.) відкинув договір.
Навіть султан не зважився його ратифікувати. Військова та політична підтримка, надана Радянською Росією, а також рішуча перемога у Греко-турецькій війні 1919—1922 дали можливість уряду М. Кемаля Ататюрка домогтися на Лозаннський конференції 1922—1923 рр. офіційного скасування Севрського мирного договору.